# Koni (poluotok)
Koni (rus. Кони) je poluotok obali Ohotskog mora u Magadanskoj oblasti, na ruskom Dalekom istoku, i ima površinu od 1034,34 km2.
Njegove sjeverozapadne obale su u Taujskom zaljevu. Njegove sjeveroistočne obale nalaze se na zaljevu Odjan; potonji prelazi u Zaljev Nerpičja ("Zaljev Pusa"). Jugoistočna obala poluotoka nalazi se u zaljevu Zabijaka. Od zaljeva Zabijaka prema zaljevu Siglan usijeca se u prevlaku između poluotoka i kopna, u dolinu rijeke Siglan.
Na poluotoku, u njegovom zapadnom dijelu, nalazi se rezervat prirode Magadan. Njegova istočna granica ide od rta Ploskij (ruski: "ravan") na sjeveru otprilike prema jugoistoku duž nekoliko vododjelnica dolje do ušća rijeke Antare (oko 9 kilometara istočno od rta Bligan) Obale rezervata okružene su tampon zonom, 2 kilometra širokim pojasom mora od rta Ploskij do dva bezimena potoka 9 km istočno od rijeke Antare. Kao i u rezervatu, zabranjene su bilo kakve ljudske aktivnosti (poput lova, ribolova, branja Laminaria itd.).
Poluotok graniči s područjem regionalnog lovišta u kontinentalnom dijelu Magadanske oblasti.
Reljef poluotoka Koni uglavnom je planinski, s vrhovima koji se uzdižu do 1300-1500 metara nadmorske visine. Najviša od njih je planina Skalistaya, 1548 metara. Rijeke su male i brze. U središnjem dijelu nalaze se mala vulkanska jezera.
Njegov najzapadniji rt je rt Taran. Na njenoj padini nalazi se svjetionik (međunarodna oznaka M 8015).